# Lonchaea stigmatica
Lonchaea stigmatica är en tvåvingeart som beskrevs av Leander Czerny 1934. Lonchaea stigmatica ingår i släktet Lonchaea och familjen stjärtflugor. Inga underarter finns listade i Catalogue of Life.